# Jarovoe
Jarovoe (in russo Яровое?) è una città della Russia di circa 18.000 abitanti, situata sul lago "Bol'šoe Jarovoe", nel Kraj di Altaj. La città è situata 480 chilometri da Barnaul non lontana dal confine col Kazakistan. Fondata nel 1943, ha ottenuto lo status di città nel 1993.

## Geografia
Jarovoe si trova nella zona della Steppa di Kulunda sulle rive del grande lago Jarovo, a 18 km dal confine con il Kazakistan. Dista circa 460 km da Barnaul, 400 km da Novosibirsk e 150 km da Pavlodar. L'area del territorio della città è di circa 4438 ettari, 2768 dei quali sono terreni agricoli.
La città è strutturata in maniera razionale, caratteristica per la zonizzazione ed è infatti suddivisa in zone: zone residenziali, zone industriali, zone sanitarie. Nella zona residenziale ci sono quartieri con edifici a 5 piani e nei quartieri a nord e a ovest ci sono imprese e servizi. Nei quartieri residenziali è caratteristica la disposizione perimetrale degli edifici, posti in fila.
Il clima continentale temperato è predominante ed è caratterizzato da una grande quantità di precipitazioni. La temperatura media annuale è di 7.8 °C (il mese più caldo è luglio con una temperatura media di 21,3 °C e quello più freddo è gennaio con una temperatura media di -19 °C).

## Storia
•1942 - Inizio della costruzione dell'impianto chimico di Slavgorodsk.
•1943 - Anno della fondazione di Jarovoe.
•1944 - Anno di avviamento della centrale termoelettrica.
•1950-1958 - Progettazione e costruzione dei primi obbiettivi sociali e culturali.
•1960-1980 - Periodo dello sviluppo della costruzione delle industrie e del villaggio.
•1981 - Premiazione della fabbrica con la bandiera rossa del lavoro.
•1980-1990 - Periodo di sviluppo intensivo del villaggio: costruzione di nuovi tipi di edifici a più piani, e sviluppo del progetto delle sezioni della città: costruzione di scuole, asili, negozi, una biblioteca, impianti sportivi, ospedali.
•30 marzo 1993 - Il villaggio ricevette lo status di città di importanza regionale.
•1996 - Ammissione della città di Jarovoe nel Territorio dell'Altaj
•2000-2006 - Apertura del museo della città, della stazione degli autobus, l'approvazione dello stemma della città.
•3 ottobre 2011 - Inizio della procedura di bancarotta dell'azienda "Altajchimprom".
•15 giugno 2012 - trasferimento della proprietà della centrale termoelettrica alla gestione comunale.
Il decreto del governo russo N°1398 del 29 luglio 2014 ha incluso il distretto urbano della città di Jarovoe tra le città in cui è presente il rischio di deterioramento socioeconomico.

## Popolazione
Il numero complessivo degli abitanti nel 2018 è stato di 18.100 persone.

## Economia

### Industria
In città è presente l'azienda "Altajchimprom" che faceva prodotti chimici vernici, silicone, silicato di etile, acido benzoico, benzoato di sodio e agenti di decontaminazione. L'azienda ha poi superato la fase della bancarotta.

### Medicina
A Jarovoe c'è l'unico ospedale di fisioterapia in questa regione della Siberia (l'ospedale "lago Jarovoe", un ospedale specializzato in dermatologia, neurologia, ginecologia, malattie del sistema muscolo-scheletrico).

### Turismo
Dopo l'apertura dei complessi di intrattenimento "Molo 22" e "Molo 42" sulle spiagge delle rive del lago di Jarovoe, il numero dei turisti è nettamente aumentato. D'estate infatti la popolazione di Jarovoe aumenta di 80-100.000 persone per via della vicinanza della città ai laghi che hanno acque salate e fresche (che insieme ai fanghi dei laghi stessi hanno effetti curativi). Molti abitanti infatti affittano le proprie case d'estate. Si prevede anche la costruzione di nuovi edifici termali e centri ricreativi.

## Cultura
Nel 1993 venne creato il comitato per la cultura che unì sotto la sua gestione tutte le sedi culturali della città: la biblioteca per bambini e adulti, la scuola d'arte per bambini, il museo di storia della città, il centro della cultura tedesca. Ci sono due cinema funzionanti e un parco culturale e ricreativo con diverse attrazioni. 
Nel 2013 venne creato il museo dei popoli nomadi, che riporta delle Iurte in cui vivevano vari popoli dell'Asia.

## Sport
A Jarovoe si trova il complesso sportivo municipale "Chimik" che comprende una pista da Hockey e un campo da calcio. Ci sono due palestre di boxe "Ring" e "Klub Vasilij Botvinov". Più di 400 bambini praticano sport in una scuola sportiva per bambini e giovani e le sezioni principali di questa scuola comprendono: boxe, karate, judo, nuoto, calcio, pallavolo, atletica leggera.